# Anglars
Anglars település Franciaországban, Lot megyében. Lakosainak száma 221 fő (2022. január 1.). Anglars Aynac, Le Bourg, Espeyroux, Lacapelle-Marival, Leyme, Rudelle és Rueyres községekkel határos.

## Népesség
A település népességének változása:
| Lakosok száma | 193  | 182  | 172  | 157  | 206  | 211  | 214  | 221  | 227  | 221  |
|               | 1968 | 1982 | 1990 | 2006 | 2013 | 2015 | 2017 | 2019 | 2020 | 2022 |